# Hallertorbrücke
Die Hallertorbrücke ist eine denkmalgeschützte Bogenbrücke über die Pegnitz an der Westseite der Nürnberger Altstadt.

## Lage
Das Bauwerk liegt unmittelbar außerhalb der letzten Stadtbefestigung, flussabwärts der Fronveste. Aus Richtung Süden grenzt es an das 1881/82 geschaffene Hallertor. Unterhalb der nordwestlichen Brückenseite liegt die Parkanlage Hallerwiese und im nordwestlichen Widerlager das Café Schnepperschütz. Die Brücke ist Teil des Straßenzuges vom Plärrer über den Westtorgraben zum Neutorgraben.

## Geschichte

### Vorgängerbrücken
Als Brücke vor dem Hallertürlein, einem um 1519 entstandenen Fußgängerdurchlass, wurde 1564 ein Pegnitzübergang erbaut. Es handelte sich um eine zweibogige Holzbrücke, welche neben der Fleischbrücke und dem Henkersteg dem Hochwasser von 1595 zum Opfer fiel. Der Wiederaufbau 1598 wurde in Eichenholz über einem Steinpfeiler ausgeführt und im 17. Jahrhundert wurde die Brücke mehrmals ausgebessert.

### Neubau 1697
1697 wurde die Hallertorbrücke als zweibogige Steinbrücke neu errichtet. Diese besteht bis heute und bildet den Mittelteil der mehrmals seitlich verbreiterten Brücke.

### Umbau 1881/82

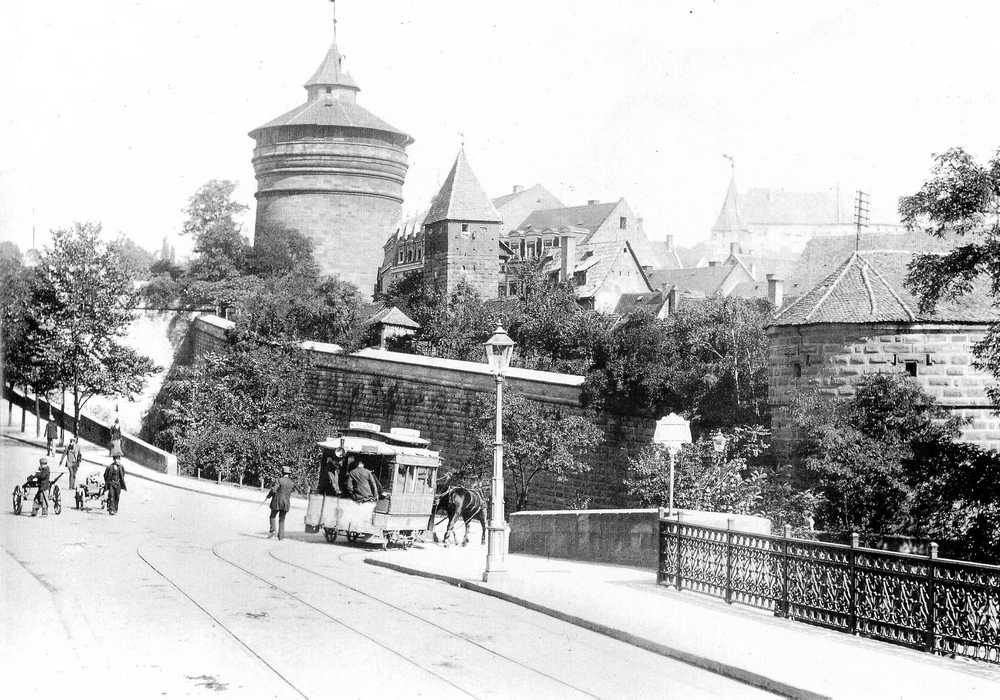
Blick von der Brücke auf das Neutor 1890. Die Pferdestraßenbahn biegt nach rechts Richtung Rathaus ab.

1881 wurde als eine der ersten Nürnberger Pferde-Straßenbahnlinien die Strecke vom Laufertor über das Rathaus zum Plärrer eröffnet. Die Gleise führten durch das Hallertor, das erst dafür errichtet wurde, und über die Hallertorbrücke. Um neben den Straßenbahngleisen Platz für die Fußgänger zu schaffen, wurden die Fußwege auf seitlich angebaute Stahlkonsolen verlegt. 1898 wurde die Straßenbahnstrecke elektrifiziert und die Neubaustrecke zum Westfriedhof eröffnet. 1903 folgte die Linie über das Tiergärtnertor zum Maxtor.

### Umgestaltung 1936/37
Im Zuge des Ausbaus der Reichsstraße 4 nach Erlangen und Kiel wurde die barocke Brücke 1936 beidseitig verbreitert. Dabei wurde neben der verkehrstechnischen Umgestaltung auch eine Gestaltung im Sinn der nationalsozialistischen Ideologie umgesetzt. Die Brücke wurde in Wilhelm-Gustloff-Brücke umbenannt. In der Brückenmitte wurde ein Obelisk zu Ehren Gustloffs aufgestellt, dessen Inschrift „ermordet von einem Juden“ in antisemitischer Weise Stimmung gegen Juden machte. Am nordwestlichen Widerlager wurde das Beethoven-Denkmal aufgestellt, das beim Umbau des Platzes vor der Oper zum Richard-Wagner-Platz dort weichen musste.

### Erweiterung 1963/64

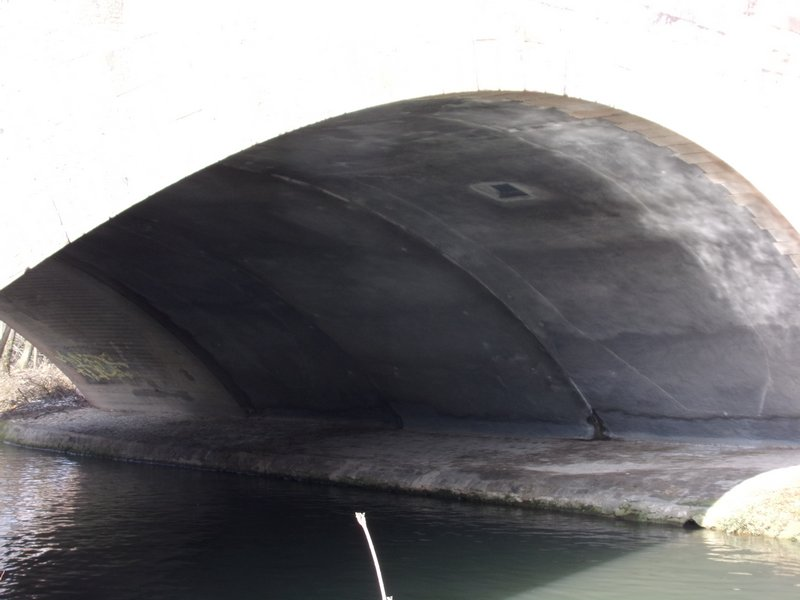
Untersicht des südlichen Bogens der Hallertorbrücke: Von links nach rechts die Bogenteile von 1963, 1936, 1697 und 1936

Den Zweiten Weltkrieg überstand die Brücke beschädigt, aber weiterhin benutzbar. Nur die Straßenbahnstrecke durch das Hallertor wurde bei dem großen Bombenangriff am 2. Januar 1945 zerstört und nicht wieder aufgebaut.  Bei der letzten Erweiterung wurden 1963 und 1964 weitere acht Meter an der Westseite angebaut. Im nördlichen Widerlager wurde dabei die vom Hallertürlein zur Hallerwiese führende Fuß- und Radwegunterführung angelegt. 2009 wurden die im nordwestlichen Widerlager untergebrachten Toilettenanlagen zum Café Schnepperschütz umgebaut. 2011 wurde die Brücke in ihrer heutigen Form mit den Erweiterungen unter Denkmalschutz gestellt.

### Sanierung 2015/16

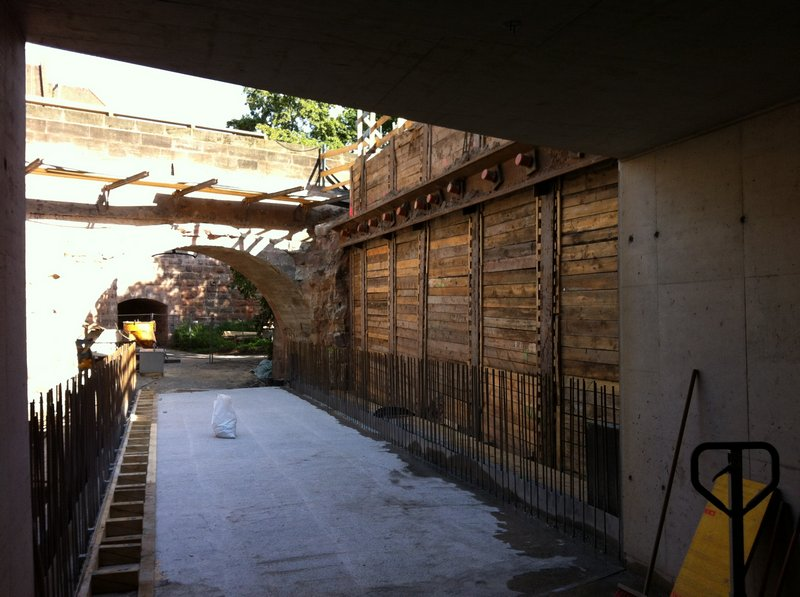
Bau der südlichen Fußgängerunterführung 2016

In den Jahren 2015 und 2016 wurde die Brücke grundlegend saniert, damit sie für weitere Jahrzehnte der Verkehrsbelastung standhält. Die Brückenbögen wurden saniert und an der Unterseite teilweise mit einer 2 Zentimeter dicken Spritzbetonschicht befestigt. Um die Tragfähigkeit zu erhöhen, wurde auf der Oberseite der Brücke eine Fahrbahnplatte aus Beton eingebaut. Im südlichen Widerlager wurde eine neue Rad- und Fußwegverbindung hergestellt, die die Wege aus den westlichen Stadtteilen in die Altstadt deutlich kürzer und bequemer werden lässt. In diesem Zusammenhang wurde auch der anliegende Kontumazgarten neu gestaltet.

## Verkehr

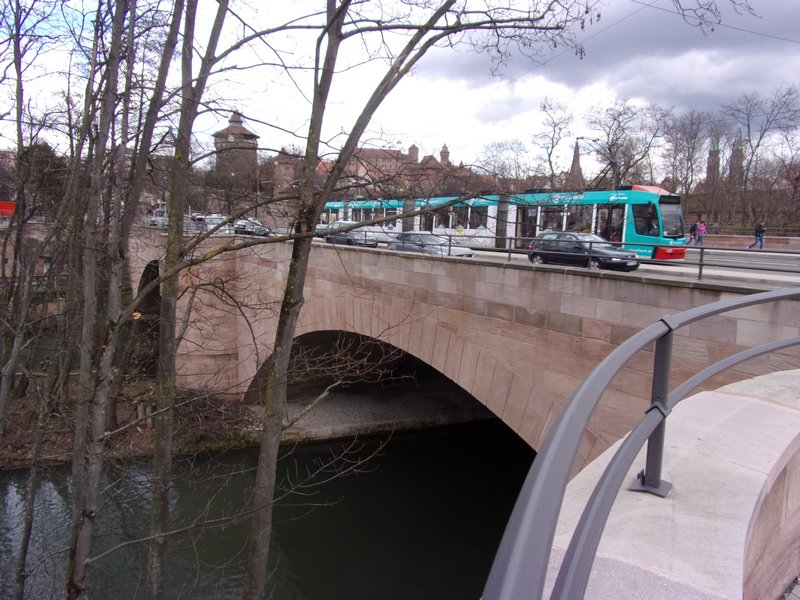
Straßenbahnzug 1121 auf der Brücke

Heute ist das Brückenbauwerk 63 Meter lang und 27 Meter breit. Es trägt vier Straßen-Fahrspuren, einen zweigleisigen Bahnkörper für die Straßenbahn und beidseitige Geh- und Radwege. Unter beiden Widerlagern befinden sich querende Fuß- und Radwegunterführungen.
Über die Brücke verkehren die Straßenbahnlinien 4 von Gibitzenhof nach Am Wegfeld und 6 vom Dokuzentrum zum Westfriedhof. Für die Linie 4 wird die Verlängerung als Stadt-Umland-Bahn bis Erlangen und Herzogenaurach geplant. Im Nahverkehrsentwicklungsplan 2025 ist zudem die Wiedererrichtung der nördlichen Altstadtquerung über das Rathaus zum Rathenauplatz mit dem hohen Nutzen-Kosten-Verhältnis von 4,59 enthalten. Der östliche Radweg ist Teil des Nürnberger Haupt-Radwegenetzes.